# Ањена
Ањена (итал. Agnena) насеље је у Италији у округу Казерта, региону Кампанија.
Према процени из 2011. у насељу је живело 26 становника. Насеље се налази на надморској висини од 26 м.